# Fabelmanovi
Fabelmanovi je americký dramatický film z roku 2022 režiséra Stevena Spielberga. Scénář k filmu napsali Tony Kushner a Spielberg, kteří jsou zároveň i producenty filmu. Jedná se o částečně autobiografický příběh volně založený na Spielbergově dospívání a prvních letech jeho režisérské kariéry. Jeho příběh je vyprávěný prostřednictvím Sammyho Fabelmana, fiktivního mladého začínajícího filmaře, který zkoumá, jak mu síla filmu může pomoci nahlédnout pravdu o jeho dysfunkční rodině a lidech kolem něj. Titulní roli Sammyho ztvárnil Gabriel LaBelle, v dalších rolích se objevili Michelle Williams, Paul Dano, Seth Rogen a Judd Hirsch.
Film je věnován Spielbergovovým skutečným rodičům, Arnoldovi Spielbergovi a Leah Adler. Film produkovaly Spielbergovy společnosti Amblin Entertainment a Reliance Entertainment. Spielberg projekt vymyslel již v roce 1999, kdy jeho sestra Anne napsala scénář s názvem I'll Be Home. Spielberg měl výhrady ke zkoumání rodinného příběhu kvůli obavám, že by to jeho rodičům ublížilo, a projekt byl odložen. Spielberg se k projektu vrátil se svým častým spolupracovníkem, scenáristou Tonym Kushnerem v roce 2019 během natáčení filmu West Side Story. Scénář dokončili v roce 2020 během lockdownů způsobených pandemií covidu-19. Krátce poté byl oficiálně zahájen vývoj filmu, přičemž casting probíhal od března do května 2021. Hlavní natáčení začalo v červenci téhož roku v Los Angeles v Kalifornii a skončilo v září.
Světová premiéra filmu se uskutečnila 10. září 2022 na Mezinárodním filmovém festivalu v Torontu, kde získal Cenu diváků. Dne 11. listopadu 2022 byl film uveden v omezeném počtu kin ve Spojených státech a 23. listopadu 2022 byl společností Universal Pictures distribuován do celého světa. V Česku měl film premiéru 24. listopadu 2022.
Filmu se dostalo velkého ohlasu od filmových kritiků, recenzenti chválili herecké výkony (zejména LaBella, Williams, Dana a Hirsche), Spielbergovu režii, scénář, kameru a hudební složku filmu.

## Obsazení
| Gabriel LaBelle             | Samuel „Sammy“ Fabelman    |
| Michelle Williams           | Mitzi Schildkraut-Fabelman |
| Paul Dano                   | Burt Fabelman              |
| Seth Rogen                  | Bennie Loewy               |
| Judd Hirsch                 | Boris Schildkraut          |
| Julia Butters               | Reggie Fabelman            |
| Keeley Karsten              | Natalie Fabelman           |
| Sophia Kopera               | Lisa Fabelman              |
| Mateo Zoryon Francis-DeFord | Sammy Fabelman jako dítě   |
| Jeannie Berlin              | Haddash Fabelman           |
| Robin Bartlett              | Tina Schildkraut           |
| Sam Rechner                 | Logan Hall                 |
| Oakes Fegley                | Chad Thomas                |
| Chloe East                  | Monica Sherwood            |
| Birdie Borria               | Reggie Fabelman jako dítě  |
| Alina Brace                 | Natalie Fabelman jako dítě |

## Recenze
Čeští filmoví kritici hodnotili snímek nadprůměrně:
- Adam Hencze, Pinbacker, 23. listopadu 2022, [3]
- Věra Míšková, Právo, 24. listopadu 2022, [4]
- Matěj Svoboda, MovieZone, 24. listopadu 2022, [5]
- Mirka Spáčilová, iDNES.cz, 25. listopadu 2022, [6]
- Karolina Benešová, Červený koberec, 25. listopadu 2022, [7]